# Saint-Ours (Quebec)
Saint-Ours es una localidad con el estatus de ciudad en la provincia de Quebec en Canadá. Está ubicada en el municipio regional de condado de Pierre-De Saurel y a su vez, en la región de Montérégie-Est en Montérégie. Hace parte de las circunscripciones electorales de Richelieu a nivel provincial y de Richelieu a nivel federal.

## Geografía
Saint-Ours se encuentra ubicada en las coordenadas 45°53′00″N 73°09′00″O / 45.88333, -73.15000. Según Statistique Canada, tiene una superficie total de 59.39 km² y es una de las 1135 municipalidades en las que está dividido administrativamente el territorio de la provincia de Quebec.

## Demografía
Según el censo de Canadá de 2011, había 1721 personas residiendo en esta localidad con una densidad de población de 29 hab./km². Los datos del censo mostraron que de las 1700 personas censadas en 2006, en 2011 hubo un aumento poblacional de 21 habitantes (1,2%). El número total de inmuebles particulares resultó de 856 con una densidad de 14,41 inmuebles por km². El número total de viviendas particulares que se encontraban ocupadas por residentes habituales fue de 787.